# Paul Bezanson
Paul Théodore Auguste Bezanson (* 17. Januar 1804 in Saarlouis; † 29. September 1882 in Metz) war Kaufmann, Bürgermeister von Metz und Mitglied des Deutschen Reichstags.

## Leben
Bezanson empfing seine Jugenderziehung in den Lyzeen von Pau, Auch und Toulouse. Von 1831 bis 1875 war er Negociant in Metz. Lange Jahre war er Mitglied und Vizepräsident, seit 1872 Präsident der Handelskammer von Metz. Weiter war er Mitglied des Handelstribunals, des Gemeinderats, der Akademie, Präsident der societe de prévoyance et de secours mutuels usw. In den Jahren 1870/71 war er stellvertretender Bürgermeister, von 1872 bis 1877 Bürgermeister von Metz. Letztlich wurde er von der lothringischen Bezirksregierung abgesetzt. In Frankreich wurde er zum Ritter der Ehrenlegion ernannt.
Von 1877 bis zu seinem Tode war er Mitglied des Deutschen Reichstages für die Elsaß-Lothringische Protestpartei und den Wahlkreis Elsaß-Lothringen 14 (Metz).